# Losgna madagascariensis
Losgna madagascariensis là một loài tò vò trong họ Ichneumonidae.